# Ali Asgari

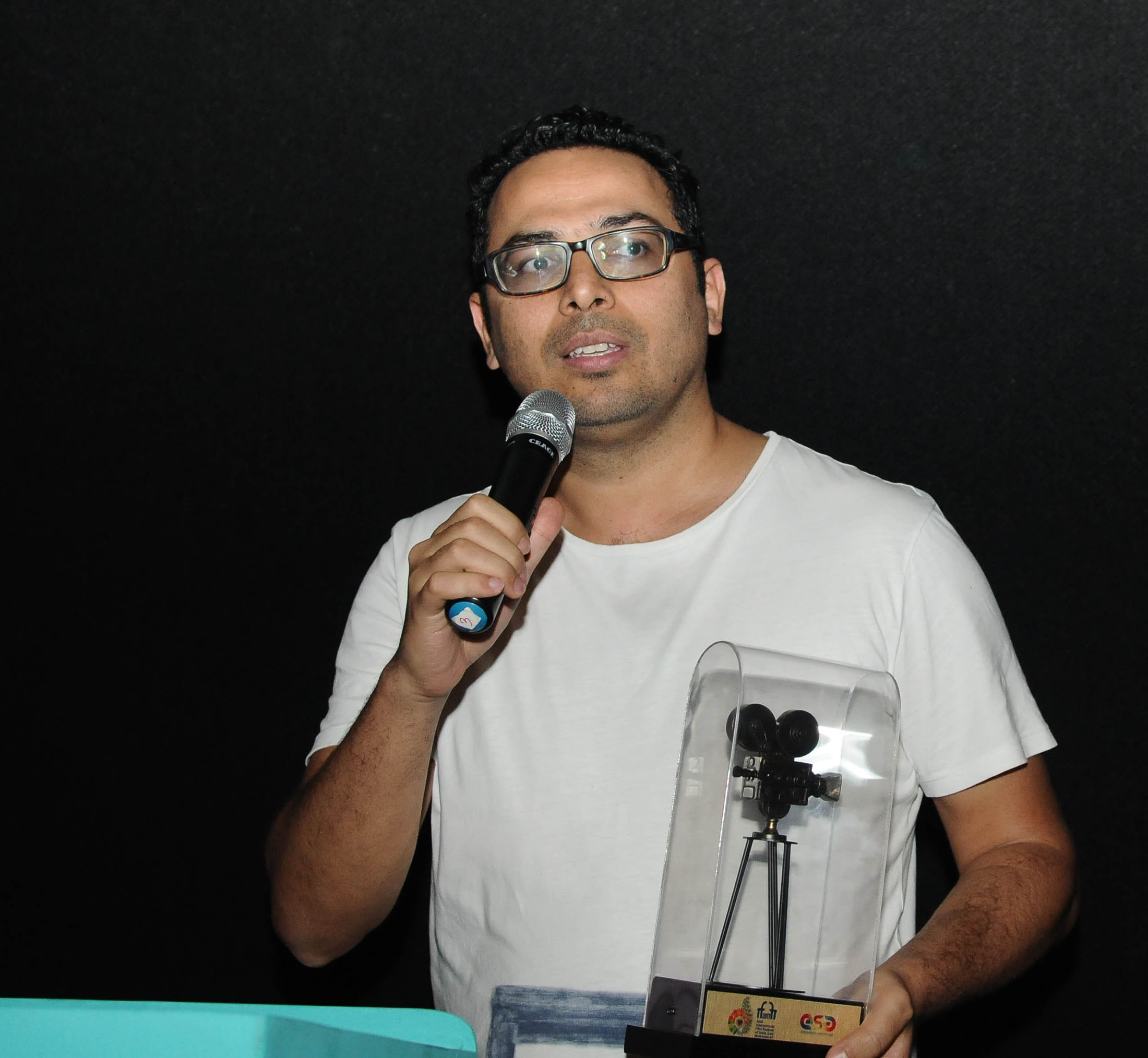
Ali Asgari, 2017

Ali Asgari (persisch علی عسگری; * 25. Juli 1984 in Teheran) ist ein iranischer Filmregisseur und Drehbuchautor.

## Leben und Werk
Ali Asgari wurde im Iran in eine Tat-Familie, eine ethnische Minderheit, geboren und wuchs mit sechs Schwestern auf. Er studierte an der Tehran Azad Universität in Teheran, wo er 2007 seinen Abschluss machte. Ab 2009 absolvierte er ein Filmstudium an der DAMS (Discipline delle arti, della musica e dello spettacolo) der Universität Rom III.
Seine Filmkarriere begann er als Regieassistent. Ab 2011 drehte er eine Reihe von Kurzfilmen, für die er auch die Drehbücher schrieb. Sein erster Kurzfilm, Tonight is not a good night for dying, Dauer 4 Minuten und in einem Take aufgenommen, wurde auf rund 40 Kurzfilmfestivals weltweit gezeigt. 2013 nahm er am Berlinale Talent Campus teil.  Sein Kurzfilm More Than Two Hours erhielt im selben Jahr eine Nominierung für die Goldene Palme in Cannes, wurde auf über 40 Kurzfilmfestivals vorgestellt und mit 23 Filmpreisen ausgezeichnet. Auch ein weiterer Kurzfilm, Il Silencio mit Valentina Cartelutti in der Hauptrolle, war in Cannes für die Goldene Palme nominiert und wurde in der Folge mit 28 Filmpreisen ausgezeichnet. Er war einer der Regisseure des Episodenfilms In the Same Garden (2013), der sich mit den türkisch-armenische Beziehungen anhand von 11 Einzelschicksalen befasst. Der Film wurde 2016 am Sarajevo Film Festival uraufgeführt. 2017 drehte er mit Disappearance seinen ersten Langfilm, der am 8. September 2017 in Venedig und zwei Tage später in Toronto vorgestellt wurde. 2022 hatte sein Spielfilm Ta farda während der Berlinale Premiere. Den Episodenfilm Irdische Verse, den er zusammen mit Alireza Khatami drehte, erhielt 2024 in Cannes die Auszeichnung Un certain Regard.
Asgari ist Mitglied der Academy of Motion Picture Arts and Sciences.

## Filmografie (Auswahl)
- 2011: Tonight is not a good night for dying (Kurzfilm)
- 2013: More than two hours
- 2013: In the Garden (Episodenfilm, 1 Episode)
- 2014: The Baby
- 2016: Il silencio (Kurzfilm;  Regie zusammen mit Farnoosh Samadi)
- 2017: Disappearance
- 2022: Ta farda (تا فردا)
- 2024: Irdische Verse (آیه‌های زمینی, Ayeh haye zamini)